# Zdravko Marić
Zdravko Marić (zdrǎːʋko mǎːrit͜ɕ), né le 3 mars 1977 à Slavonski Brod, est un homme politique croate indépendant.
Il est ministre des Finances de 2016 à 2022.
Le 27 avril 2017, il fait l'objet d'une motion de censure votée par le ministre de la Justice Ante Šprlje, le ministre de l'Environnement et de l'Énergie Slaven Dobrović et le ministre de l'Intérieur Vlaho Orepić, qui sont par conséquent limogés par le Premier ministre Andrej Plenković.
Il est également vice-Premier ministre de 2019 à 2022.